# Джек Самуелс
Джек Колле (Самуелс) (нід. Jack Kolle (Samuels); нар. 1912 — пом. 1970) — індонезійський футболіст, захисник. Джек Колле грав у футбол під прізвищем свого вітчима Самуелса.

## Біографія
З початку 1930-х років Джек грав за футбольний клуб «Ексельсіор» з міста Сурабая, а також виступав за збірну цього міста. В кінці травня 1938 року Самуелс був викликаний в збірну Голландської Ост-Індії і відправився з командою в Нідерланди. Він був одним з сімнадцяти футболістів, яких головний тренер збірної Йоган Мастенбрук вибрав для підготовки до чемпіонату світу у Франції.
На початку червня збірна вирушила на мундіаль, який став для Голландської Ост-Індії та Індонезії першим в історії. На турнірі команда зіграла одну гру в рамках 1/8 фіналу, в якому вона поступилася майбутньому фіналісту турніру Угорщині (6:0). Самуелс взяв участь у цьому матчі. Після повернення до Нідерландів, збірна провела товариський матч зі збірною Нідерландів на Олімпійському стадіоні в Амстердамі. Зустріч завершилася перемогою нідерландців з рахунком 9:2.